# 杨炳林
杨炳林（1935年12月10日—），是中國大陸福建省福州市出身的電子遊戲主播，主要在Bilibili上活躍，用戶名為「骨灰级游戏玩家_杨老头」，被關注者稱為「游戏爷爷」。

## 生平
1935年，杨炳林出生於今福建省福州市，1956年入讀北京石油学院，畢業後分配到四川隆昌汽矿擔任石油钻井技术员，1964年調任到瀘州市參與當地鑽井工程，直至1996年退休。退休前杨炳林專心工作，沒有任何興趣愛好，在1996年的一次廣東出差期間才首次看到熱鬧的电子游戏厅，開始對電子遊戲產生興趣。由於不習慣退休後的休閒生活，杨炳林先後嘗試打乒乓球和打麻將一類娛樂活動。後來杨炳林有感打麻將時牌友抽煙影響健康，加上一次中風導致記憶力變差，讓杨炳林決定通過玩電子遊戲鍛煉自己的反應和記憶能力。
1998年，63歲的杨炳林購入一台PlayStation，每日打麻將的時間就被打主機遊戲取代了，並形成上午打乒乓球，下午打遊戲的日常作息。隨著家用遊戲機的世代更新，杨炳林又購置了PlayStation 2、PlayStation 4和Xbox 360，索尼和關注者還贈與了PlayStation 5，家中有500多張遊戲光碟。杨炳林久坐遊戲，導致腰酸背痛，他也嘗試購入一些體感遊戲。杨炳林認為「游戏除了能锻炼智商、增长见识，也能磨砺人的精神」，所以主動讓外孫杨艺浣接觸電子遊戲。在購入PlayStation 2後，他還嘗試向同齡人推薦主機遊戲，不過並不成功。此外每逢週末，鄰里的小孩都會到杨炳林家中一起玩主機遊戲。
2018年開始，杨艺浣的愛人將杨炳林夫婦的日常分享到短视频平台上，杨炳林打遊戲的视频引起了很多人的關注。自此，杨炳林通過社交平台分享自己的遊戲日常，還有遊戲攻略。2024年1月29日，杨炳林獲得吉尼斯世界纪录認證為「最年长的B站游戏博主（原文如此）」，在兩個社交媒體上有50萬粉絲關注。在《天津日報》的採訪中，杨炳林表示申請該世界記錄，是希望傳達玩遊戲並不局限於年輕人，退休老人也可以「对游戏有所了解，在游戏上发挥一定的作用」。